# Limburg (provincie a Belgiei)
Limburg (în franceză Limbourg), este o provincie din regiunea Flandra din Belgia. Capitala este Hasselt și este divizată în trei arondismente conținând 44 municipalități. 

## Comune
Provincia Limburg conține 44 de comune, grupate în trei arondismente administrative, din care 15 au titlul de oraș.
|  | Arondismentul Hasselt: | Arondismentul Maaseik: | Arondismentul Tongeren: |
|  | - 02. As - 03. Beringen - 08. Diepenbeek - 10. Genk - 11. Gingelom - 12. Halen - 13. Ham - 15. Hasselt - 18. Herk-de-Stad - 20. Heusden-Zolder - 26. Leopoldsburg - 28. Lummen - 33. Nieuwerkerken - 34. Opglabbeek - 38. Sint-Truiden - 39. Tessenderlo - 43. Zonhoven - 44. Zutendaal | - 05. Bocholt - 07. Bree - 09. Dilsen-Stokkem - 14. Hamont-Achel - 16. Hechtel-Eksel - 22. Houthalen-Helchteren - 23. Kinrooi - 27. Lommel - 29. Maaseik - 31. Meeuwen-Gruitrode - 32. Neerpelt - 35. Overpelt - 36. Peer | - 01. Alken - 04. Bilzen - 06. Borgloon - 17. Heers - 19. Herstappe - 21. Hoeselt - 24. Kortessem - 25. Lanaken - 30. Maasmechelen - 37. Riemst - 40. Tongeren - 41. Voeren - 42. Wellen |

1. ↑   https://web.archive.org/web/20171219014506/http://statbel.fgov.be/fr/statistiques/chiffres/environnement/geo/occupation_sol_cadastre/, arhivat din original la 19 decembrie 2017 Lipsește sau este vid: |title= (ajutor)